# أحمد بدرخان
أحمد بدرخان (1909-1969) مخرج من رواد السينما الأوائل في مصر.
تميز بإخراج الأفلام الغنائية، وقد اختار نقاد عام 2023 أربعة من أفلامه الغنائية ضمن قائمة أفضل مئة فيلم غنائي مصري، وإن لم يكن منها فيلمه الغنائي دنانير، فيلمه الوحيد الذي ظهر سابقاً في قائمة أفضل مئة فيلم مصري التي صدرت عام 1996.[بحاجة لمصدر]

## النسب والنشأة والعائلة
هو أحمد علي بدرخان، ولد في 18 أكتوبر عام 1909. وهو من عائلة بدرخان الكردية العريقة اللتي كانت تحكم كردستان و كان جد والده بدرخان بك آخر أمير لإمارة بوتان.  وكان جده خورشيد طاهر باشا أحد القيادات العسكرية الأرناؤوطية الألبانية للجيش العثماني في مصر، وذلك إبّان حكم أبيه طاهر باشا الذي تولّى حكم مصر، واليًا عليها في بداية القرن التاسع عشر.

## التعليم والبداية الفنية
حصل أحمد بدرخان، على الشهادتين الابتدائية والثانوية من «مدرسة الفرير»، وبدأ تعلقه بالسينما وهو في الثانية عشرة من عمره، حيث كان يتردد كثيراً على دار سينما «الكوزمو» بشارع عماد الدين. وكان أحد أفلام شارلي شابلن الصامتة أول ما شاهده بدرخان من أفلام، فأعجب به كثيراً وأحب التمثيل من خلاله وبالتالي صمم على أن يظهر على الشاشة. وكانت صداقته بزميل الدراسة «جمال مذكور» والذي يشاركه نفس الهواية سبيلاً لاشباع هواية التمثيل لديه فكانا يترددان على «مسرح رمسيس» باستمرار لمشاهدة المسرحيات وحضور بروفاتها. وفي العام 1930م التحق أحمد بدرخان بمعهد التمثيل الذي أنشأه زكي طليمات إلاّ أنه لم يستمر بالدراسة فيه نظراً لاغلاقه. وبعد حصوله على شهادة الكفاءة الفرنسية التحق بدرخان بالجامعة الأمريكية وشارك في نشاط فريق التمثيل والذي كان الفنان الكبير جورج أبيض تولى تدريبه. كما أن بدرخان نفسه قد كوّن فريقاً للتمثيل أطلق عليه اسم فريق الطليعة وقام بتمثيل دور البطولة في مسرحية الأديب التي قدمها على مسرح رمسيس. بعدها التحق بدرخان بكلية الحقوق لدراسة القانون تلبية لرغبة والده وفي نفس الفترة بدأ في مراسلة معهد السينما في باريس حيث كانت تصله محاضرات ودراسات في السينما استطاع أن ينشر معظمها في مجلة الصباح والتي أسندت إليه فيما بعد تحرير قسم السينما الأسبوعي فيها وأوفد في أول بعثة سينمائية في باريس في العام 1931م وحصل على دبلوم في فن الإخراج.

## الاحتراف والمسيرة الفنية
يعد المخرج أحمد بدرخان رائداً من رواد السينما المصرية من خلال مشواره الفني من تأسيس السينما المصرية على أسس منهجية سليمة فقد كان وراء اقدام الاقتصادي المصري طلعت حرب على إنشاء استوديو مصر هذا الصرح الذي يعد الجامعة التي خرجت أجيالاً من العاملين في الحقل السينمائي فيما بعد. هذا إضافة إلى أنه تخصص أكثر في إخراج الفيلم الغنائي بل أصبح رائداً من رواده إذ قدم أفلاماً لأهم عمالقة الغناء في مصر أمثال أم كلثوم وفريد الأطرش وأسمهان ونجاة الصغيرة ومحمد فوزي ومحمد عبد المطلب وغيرهم. قدم بدرخان للسينما موضوعات متعددة وبعيدة عن الطابع الغنائي، عاطفية واجتماعية وسياسية. إلاّ ان جميعها تندرج ضمن أسلوب سينمائي واحد تميز به بدرخان وهو الأسلوب الرومانسي. ومن خلال كتاباته في السينما استطاع بدرخان ان يلفت إليه انتباه الاقتصادي الكبير طلعت حرب الذي استدعاه وطلب منه تقريراً وافياً عن إمكانية إنشاء استوديو سينمائي في مصر فعكف بدرخان على كتابة التقرير مستعيناً بما لديه من كتب ومقالات عن الاستوديوهات. هذا إضافة إلى المعلومات والتفاصيل الفنية بالاستوديوهات والذي زوده بها صديقه نيازي مصطفى الذي كان يدرس السينما في ألمانيا. ثم حاز هذا التقرير على الموافقة من طلعت حرب وبدأ في المشروع. وإلى أن يتم تنفيذه أرسل حرب بعثتين لدراسة السينما بفرنسا وألمانيا. وكان بدرخان على رأس بعثة فرنسا وهناك في باريس التقى نجيب الريحاني أثناء تصوير فيلمه «ياقوت أفندي» في العام 1934م فعمل مساعداً لمخرج الفيلم أميل روزيه.
وفي أثناء تواجده في باريس استلم بدرخان من استوديو مصر قصة «وداد» ليعد لها السيناريو وليكون باكورة إنتاج الاستوديو. وفي أكتوبر 1934م عاد بدرخان وعيّن مخرجاً سينمائياً باستوديو مصر بمرتب قدره عشرون جنيهاً شهرياً. وكان من المفترض ان يكون فيلم «وداد» 1936م وهو من بطولة أم كلثوم أول مشاريعه الإخراجية فقد بدأ بالفعل في تصوير بعض من مشاهده الخارجية إلاّ أنه وبسبب خلاف شخصي مع مدير الاستوديو أحمد سالم تم تنحيته من الإخراج واسناده إلى الخبير الألماني فريد كرامب احتجاجاً على هذا التصرف قدم بدرخان استقالته من الاستوديو.
تجلت بطولته في إنتاج فيلم عن الزعيم مصطفى كامل وكان ذلك قبل قيام ثورة يوليو 1952.. فقد رأى أن هذا الفيلم سيكون بمثابة سجل تاريخي يقدم للناس صفحات مضيئة من التاريخ الوطني. ولم تقتنع شركات الإنتاج السينمائي والمنتجون بالفكرة، بل أن الرقابة كانت تثنى عزيمته عن هذا العمل باختصار السيناريو وتعطيل الموافقة على إنتاج الفيلم عدة أعوام، وزاده هذا إصراراً بالموضوع حتى أقدم هو بنفسه على إنتاج الفيلم على حسابه الخاص، وبدأ التصوير في جو غريب من الإرهاب والتهديد، ومرت الأيام وجاءت اللحظة الحرجة عندما رفضت الرقابة التصريح بعرض الفيلم دون إبداء الأسباب وظل الرجل يناضل حتى تم التصريح بعرض الفيلم بعد قيام الثورة.
وبالرغم من أن بدرخان وقع تحت تراكم الديون بسبب هذا الفيلم، إلا أنه ظل صامداً متماسكاً لأنه أرضي ضميره ولفت الأنظار إلى عمله الوطني. عين نقيباً للسينمائيين، وكان أول رئيس لإتحاد النقابات الفنية. حصل على جائزة الدولة التقديرية عام 1954 ووسام الفنون عام 1962. ترك حوالي ثلاثين فيلماً بين إنتاج وإخراج. كان من أشد المعجبين به طلعت حرب وعزيز المصري. توفى في أغسطس عام 1969.

## مسيرته في الإخراج
عام 1937م اختارت أم كلثوم بنفسها أحمد بدرخان لإخراج ثاني أفلامها وهو «نشيد الأمل» والذي أنتجته شركة أفلام الشرق في أولى مشاريعها الإنتاجية وكان هذا الاختيار بمثابة رد الاعتبار للمخرج أحمد بدرخان. ثم قام بعد ذلك بإخراج جميع أفلام أم كلثوم ما عدا فيلم «سلامة» الذي أخرجه منتجه توجو مزراحي حتى ان أم كلثوم اختارت أحمد بدرخان أياً لإخراج أغنيتها «إلى عرفات الله» عندما أراد التلفزيون ان يصورها. وقد تميز أحمد بدرخان بإخراج الأغنية السينمائية حيث تفوق على بقية زملائه المخرجين وذلك لأنه كان شاعراً وزجالاً وكان يضع أفكار أغاني أفلامه هذا بالإضافة إلى أنه قام بكتابة كلمات بعض أغاني أفلامه.
وقد قام أحمد بدرخان بإخراج أول أفلام فريد الأطرش مع شقيقته أسمهان وهو فيلم «انتصار الشباب» 1941م ثم اخرج مجموعة من الأفلام قام بإنتاجها وبطولتها فريد الأطرش وهي «شهر العسل» 1945م و«ما أقدرش» 1946م و«أحبك أنت» 1949م و«آخر كدبة» 1950م و«عايزة أتجوز» 1953م مع نور الهدى و«لحن حبي» 1953م مع صباح و«عهد الهوى» 1955م و«إزاي أنساك» 1956م. كما أخرج في 1938م فيلم «شيء من لا شيء» للمطرب عبد الغني السيد ونجاة علي وفي 1945م فيلم «تاكسي حنطور» للمطرب محمد عبد المطلب والمطرب محمد فوزي ونور الهدى فيلمين «مجد ودموع» 1946م و«قبلني يا أبي» 1948م وفي 1954م فيلم «علشان عيونك» للمطرب عبد العزيز محمود وفي 1950م فيلم «أنا وإنت» للمطرب محمد الكحلاوي وفي 1958م فيلم «غريبة» وهو أول أفلام «نجاة الصغيرة».
وفي 1944م كوّن أحمد بدرخان مع أمينة رزق وعبد الحليم نصر وحلمي رفلة شركة إنتاج تحت اسم شركة اتحاد الفنانين وقدمت أفلاماً مثل «قبلة في لبنان» 1945م و«القاهرة - بغداد» و«سجين الليل» و«عدل السماء» وغيرها. وفي 1966م قام بإخراج فيلم «سيد درويش» والعام 1967م فيلم «النصف الآخر وفي العام 1968م فيلم «أفراح» والعام 1969م فيلم «نادية» وقد كان هذا آخر فيلم قام بإخراجه.
أي أن بدرخان أخرج في المجمل أربعة أفلام لأم كلثوم، وتسعة لفريد الأطرش، وثلاثة لمحمد فوزي، وأفلام أخرى متفرقة لنجوم الغناء الآخرين، مما يعني أن الأفلام الغنائية مثلت الجانب الأكبر من مسيرته السينمائية.[بحاجة لمصدر]

## أعماله

### إخراج
- 1937: نشيد الأمل
- 1938: شيء من لا شيء
- 1939: دنانير[ا]
- 1940: حياة الظلام
- 1941: عاصفة على الريف
- 1941: انتصار الشباب[ب]
- 1942: على مسرح الحياة
- 1942: عايدة
- 1944: من الجاني
- 1944: الأبرياء
- 1945: قبلة في لبنان
- 1945: شهر العسل
- 1945: تاكسي حنطور
- 1945: الجيل الجديد
- 1946: مجد ودموع[ب]
- 1946: ما أقدرش
- 1946: عودة القافلة
- 1946: النفخة الكدّابة
- 1947: قبلني يا أبي
- 1947: فاطمة[ب]
- 1947: القاهرة بغداد
- 1949: أحبك أنت
- 1950: أنا وأنت
- 1950: آخر كدبة
- 1951: ليلة غرام
- 1951: الشرف غالي
- 1952: مصطفى كامل
- 1952: عايزة أتجوز
- 1952: الإيمان
- 1953: لحن حبي
- 1954: وعد
- 1954: علشان عيونك
- 1955: عهد الهوى
- 1955: الله معنا
- 1956: العروسة الصغيرة
- 1956: إزاي أنساك
- 1958: غريبة
- 1966: سيد درويش[ب]
- 1967: النصف الآخر
- 1968: أفراح
- 1969: نادية

### تأليف
- 1936: وداد (سيناريو وحوار)
- 1937: نشيد الأمل (سيناريو وحوار)
- 1938: لاشين (سيناريو وحوار)
- 1939: دنانير (سيناريو)
- 1940: حياة الظلام (سيناريو)
- 1941: عاصفة على الريف (سيناريو وحوار)
- 1941: انتصار الشباب (سيناريو)
- 1942: على مسرح الحياة (سيناريو وحوار)
- 1944: الأبرياء (سيناريو وحوار)
- 1945: قبلة في لبنان (سيناريو)
- 1945: شهر العسل (سيناريو)
- 1946: مجد ودموع (سيناريو وحوار)
- 1946: ما أقدرش (سيناريو)
- 1946: عودة القافلة (سيناريو وحوار)
- 1946: النفخة الكدّابة (سيناريو وحوار)
- 1947: القاهرة بغداد (سيناريو وحوار)
- 1948: فتنة (قصة وسيناريو وحوار)
- 1949: أحبك أنت (سيناريو وحوار)
- 1950: أنا وأنت (سيناريو وحوار)
- 1950: آخر كدبة (سيناريو وحوار)
- 1951: ليلة غرام (سيناريو)
- 1952: مصطفى كامل (سيناريو)
- 1952: عايزة أتجوز (سيناريو)
- 1952: الإيمان (سيناريو)
- 1953: لحن حبي (سيناريو)
- 1954: علشان عيونك (سيناريو)
- 1955: الله معنا (سيناريو وحوار)

## أفراد العائلة
تزوج أحمد بدرخان أربع مرات، كان متزوجًا من خارج الوسط الفني من كريمة هانم وله ابنتين هم مشيرة بدرخان و ساتيرا بدرخان. ثم تزوج من أسمهان ثم من الممثلة روحية خالد، وكانت السيدة «سلوى علّام»، هي آخر زوجاته حيث تزوجها في العام 1944، والتي أنجبت له «علي»، والذي أصبح مخرجًا سينمائيًا معروفًا. وإضافة إلى علي بدرخان، أنجبت له بنتا سماها رقية.

## وصلات خارجية
- أحمد بدرخان على موقع أرشيف الشارخ.
- أحمد بدرخان على موقع IMDb (الإنجليزية)
- أحمد بدرخان على موقع الدهليز
- أحمد بدرخان على موقع قاعدة بيانات الأفلام العربية
- أحمد بدرخان على موقع ألو سيني (الفرنسية)
- أحمد بدرخان على موقع أول موفي (الإنجليزية)
- أحمد بدرخان على موقع قاعدة بيانات الفيلم (الإنجليزية)
- أحمد بدرخان على موقع كينوبويسك (الروسية)